# پرتگاه مخوف
پرتگاه مخوف فیلمی به کارگردانی  و نویسندگی رضا صفایی محصول سال ۱۳۴۲ است.

## بازیگران
- حیدر صارمی
- دلیله نمازی
- سیمین علی زاده
- نعمت اله پیشواییان
- فائقه آتشین
- هما جهان‌فر
- امیرآبادی
- فرامرز
- آل بیگی
- محمود مسعودی
- مصطفی بسیجی
- دهقان
- مقدم
- کاووس
- شهپر
- حسن رضایی
- محمد سخن سنج